# Kandiyohi County
Kandiyohi County är ett administrativt område i delstaten Minnesota i USA. År 2010 hade countyt 42 239 invånare. Den administrativa huvudorten (county seat) är Willmar.  

## Politik
Kandiyohi County har under senare år tenderat att rösta republikanskt. Republikanernas kandidat har vunnit countyt i samtliga presidentval under 2000-talet. I valet 2016 vann republikanernas kandidat med siffrorna 58,7 procent mot 33,4 för demokraternas kandidat, vilket är den största segern i countyt för en republikansk kandidat sedan valet 1928.

## Geografi
Enligt United States Census Bureau har countyt en total area på 2 232 km². 2 061 km² av den arean är land och 171 km² är vatten.     

### Angränsande countyn
- Stearns County - nord
- Meeker County - öst
- Renville County - syd
- Chippewa County - sydväst
- Swift County - väst
- Pope County - nordväst